# Frickius costulatus
Frickius costulatus es una especie de coleóptero de la familia Geotrupidae.

## Distribución geográfica
Habita en Sudamérica.